# Sant'Antioco
Sant'Antioco (en sard, Santu Antiogu) és un municipi italià, situat a la regió de Sardenya i a la província de Sardenya del Sud. L'any 2006 tenia 11.782 habitants. Es troba a la regió de Sulcis-Iglesiente. Limita amb els municipis de Calasetta i San Giovanni Suergiu. Està format per l'illa homònima, al sud-oest de Sardenya, que amb els seus 109 km² és la quarta illa més gran d'Itàlia, després de Sicília, Sardenya i Elba.

## Administració
| Període | Identitat      | Partit        |
| ------- | -------------- | ------------- |
| 2005-   | Mario Corongiu | Llista Cívica |

## Personatges il·lustres
- Antonello Cabras, president de Sardenya 1991-1994